# یواس‌سی‌جی‌سی مک‌کلاچ (دبلیوای‌وی‌پی-۳۸۶)
یواس‌سی‌جی‌سی مک‌کلاچ (دبلیوای‌وی‌پی-۳۸۶) (به انگلیسی: USCGC McCulloch (WAVP-386)) یک کشتی بود. این کشتی در سال ۱۹۴۳ ساخته شد.